# Snakov
Snakov es un municipio del distrito de Bardejov en la región de Prešov, Eslovaquia, con una población estimada a final del año 2024 de 654 habitantes.
Se encuentra ubicado en el centro-norte de la región, cerca del río Topľa (cuenca hidrográfica del río Tisza) y de la frontera con Polonia.

## Demografía
| Año        | 1994 | 2004    | 2014    | 2024    |
| ---------- | ---- | ------- | ------- | ------- |
| Población  | 600  | 655     | 686     | 654     |
| Diferencia |      | +9,16 % | +4,73 % | −4,66 % |

| Año        | 2023 | 2024    |
| ---------- | ---- | ------- |
| Población  | 655  | 654     |
| Diferencia |      | −0,15 % |